# Flunitrazepam
Flunitrazepam (/ˌfluːnɪˈtræzɪpæm/), với các biệt dược Narcozep, Rohypnol, Rohipnol, Roipnol, Rufinol, hoặc đơn giản là Roofies, là một trung diễn xuất benzodiazepine sử dụng làm thuốc ngủ, thuốc an thần, thuốc chống co giật, giải lo âu và thuốc giãn cơ vân.
Flunitrazepam được phân loại như là một nitro-benzodiazepine. Đây là dẫn xuất metylamino flo của nitrazepam.
Nói chung, việc quy định flunitrazepam như một loại thuốc ngủ có thể dùng để điều trị ngắn hạn của mất ngủ mãn tính hoặc nghiêm trọng không đáp ứng với thuốc ngủ khác, đặc biệt là ở bệnh nhân nội trú. Thuốc được coi là một trong những thuốc ngủ benzodiazepine hiệu quả nhất trên cơ sở liều. Cũng như với thuốc ngủ khác, flunitrazepam nên được sử dụng chỉ trên cơ sở ngắn hạn hoặc trong những người có chứng mất ngủ mãn tính trên cơ sở thường xuyên. Rohypnol được coi là "thuốc xâm hại tình dục", là thuốc an thần mạnh, làm tê liệt hệ thần kinh trung ương, nếu bị lạm dụng thì nạn nhân mất khả năng chống cự về thể chất hay tình dục. Viên rohypnol màu trắng, một mặt có chữ Roche, dễ tan trong đồ uống và khó thể phát hiện được cho nên kẻ xấu dễ lợi dụng để làm cho những phụ nữ bất cẩn sa bẫy. Cách dùng thuốc thường gặp nhất ở giới trẻ là dùng rượu rồi kết hợp với bia để tăng thêm hiệu quả.
Thuốc này có tác dụng cao, tác động mạnh mẽ và khả năng gây mất trí nhớ mạnh mẽ trong thời gian hoạt động của nó. Tuy nhiên, nghiên cứu Robertson chỉ flunitrazepam đã được sử dụng trong chỉ có khoảng 1% số vụ hiếp dâm ngày báo cáo và 0,33% theo xét nghiệm nước tiểu được thực hiện bởi El Sohly.